# Proto-État
 (novembre 2015).
Si vous disposez d'ouvrages ou d'articles de référence ou si vous connaissez des sites web de qualité traitant du thème abordé ici, merci de compléter l'article en donnant les références utiles à sa vérifiabilité et en les liant à la section « Notes et références ».
Un proto-État est littéralement un État en formation ; le terme « proto » vient du grec prôtos :  « Premier en temps ou lieu ».

## Description
On parle de proto-État pour évoquer une structure ne pouvant être qualifiée d'État car trop primitive[non neutre]. Un proto-État dispose d'un certain nombre de caractéristiques propres aux États modernes sans réunir la totalité de celles-ci.
Pour Georges El Khoury, chargé d’enseignement à la Faculté de gestion de management de l'Université Saint-Joseph de Beyrouth, « le terme de proto-État a d’abord été utilisé par les préhistoriens, les historiens et les géographes pour désigner une organisation politique et sociale intermédiaire entre l’organisation de type communautaire (clans, tribus, chefferies, royautés pré-étatiques, etc.) et l’organisation politique de type étatique. » Ce terme est inspiré du concept de proto-nation développé par Jean Ziegler dans un contexte différent dans son ouvrage Terre qu'on a : « c'est une société hétérogène. Le pouvoir politique y fait l'objet de luttes, de négociations, de transactions permanentes. La proto-nation opère au niveau de la conscience collective une sorte de consensus contractuel. Ce consensus est extrêmement fragile, mais il existe. »
Dans la littérature et dans différents contextes ou époques, on trouve des exemples de proto-États : le Mali post-colonial[évasif], la Palestine, ou le Hezbollah au Liban.
En Syrie, la guerre civile qui débute en 2011 voit le pays se fractionner en plusieurs zones dont certaines, le contrôle échappe au régime syrien, sont qualifiées par certains analystes de « proto-État », notamment :
- le Rojava, administration à dominante kurde qui contrôle le nord-est du pays est qualifié de proto-État en 2019 par Agnès Callamard, rapporteuse du Conseil des droits de l'homme des Nations-unies[6] ;
- selon Vincent Piolet, le groupe terroriste Daech est organisé «  comme un proto-État » en 2016 (depuis 2019, cette organisation ne contrôle plus aucun territoire)[7] ;
- l’enclave syrienne d’Idleb contrôlée par le groupe rebelle islamiste Hay’at Tahrir al-Cham est qualifiée de « proto-État dans l’État » par le journaliste du quotidien libanais L'Orient-Le Jour Emmanuel Haddad[8].